# Moussa Doumbia
Moussa Doumbia (Bamako, 15 de agosto de 1994) é um futebolista profissional malinês que atua como meia.

## Carreira
Moussa Doumbia representou o elenco da Seleção Malinesa de Futebol no Campeonato Africano das Nações de 2017.